# Einar Hedin
Einar Hedin, född 29 maj 1889 i Gävle, död 22 juli 1959 i Stockholm, var en svensk författare och arkivarie.
Einar Hedin var son till arkitekten Erik Alfred Hedin. Efter mogenhetsexamen i Gävle 1907 blev han student vid Uppsala universitet och avlade filosofisk ämbetsexamen och folkskollärarexamen 1913. Einar Hedin blev 1916 extraordinarie tjänsteman vid utrikesdepartementets pressavdelning och 1919 2:e arkivarie där. År 1927 avlade han en filosofie licentiatexamen vid Uppsala universitet. Hedin blev 1928 tillförordnad och 1931 ordinarie förstearkivarie vid utrikesdepartementet och var 1949–1950 tillförordnad chef för departementets arkiv. Han erhöll 1953 kansliråds namn. 
Einar Hedin författade ett flertal tidnings- och tidskriftsartiklar baserade på sin arkivforskning, främst om diplomatihistoria. Han var även en skicklig amatörviolinist och medlem i Mazerska kvartettsällskapet.
Einar Hedin är begravd på Norra begravningsplatsen utanför Stockholm.